# Olympische Sommerspiele 1984/Teilnehmer (Kuwait)
| Gelbes Symbol für Goldmedaillen mit stilisierten Olympischen Ringen | Graues Symbol für Silbermedaillen mit stilisierten Olympischen Ringen | Braundes Symbol für Bronzemedaillen mit stilisierten Olympischen Ringen |
| ------------------------------------------------------------------- | --------------------------------------------------------------------- | ----------------------------------------------------------------------- |
| —                                                                   | —                                                                     | —                                                                       |

Kuwait nahm an den Olympischen Sommerspielen 1984 in Los Angeles, USA, mit einer Delegation von 23 Sportlern (allesamt Männer) teil.

## Teilnehmer nach Sportarten

### Fechten
- Khaled al-Awadhi
Florett, Einzel: 37. Platz
Florett, Mannschaft: 11. Platz

- Ahmed al-Ahmed
Florett, Einzel: 44. Platz
Florett, Mannschaft: 11. Platz

- Kifah al-Mutawa
Florett, Einzel: 52. Platz
Florett, Mannschaft: 11. Platz

- Mohamed Ghaloum
Florett, Mannschaft: 11. Platz

- Mohamed al-Thuwani
Degen, Einzel: 41. Platz
Degen, Mannschaft: 14. Platz

- Kazem Hasan
Degen, Einzel: 43. Platz
Degen, Mannschaft: 14. Platz

- Osama al-Khurafi
Degen, Einzel: 54. Platz
Degen, Mannschaft: 14. Platz

- Abdul Nasser al-Sayegh
Degen, Mannschaft: 14. Platz

- Ali Hasan
Degen, Mannschaft: 14. Platz

### Judo
- Adel al-Najadah
Halbleichtgewicht: 33. Platz

- Yousuf al-Hammad
Leichtgewicht: 13. Platz

- Sayed al-Tubaikh
Halbmittelgewicht: 20. Platz

- Hussain Shareef
Mittelgewicht: 18. Platz

- Tareq al-Ghareeb
Halbschwergewicht: 13. Platz

### Leichtathletik
- Naji Abdullah Mubarak
110 Meter Hürden: Vorläufe

- Jasem al-Dowaila
400 Meter Hürden: Vorläufe

### Schwimmen
- Khaled al-Assaf
100 Meter Freistil: 59. Platz

- Ahmad al-Hahdoud
100 Meter Brust: 47. Platz
200 Meter Brust: 41. Platz

- Isaac Atish Wa-El
100 Meter Brust: 49. Platz

- Faisal Marzouk
100 Meter Schmetterling: 44. Platz

- Adel al-Ghaith
100 Meter Schmetterling: 48. Platz

### Wasserspringen
- Abdullah Abuqrais
Kunstspringen: 29. Platz in der Qualifikation
Turmspringen: 22. Platz in der Qualifikation

- Majed al-Taqi
Kunstspringen: 30. Platz in der Qualifikation